# Rebelião Taiping
A Rebelião Taiping, também conhecida como Guerra Civil Taiping ou Revolução Taiping, foi uma grande rebelião e guerra civil que foi travada na China entre a dinastia Qing, liderada pelos manchus, e o Reino Celestial Taiping, liderado por um subgrupo dos han, os hacás. Durou de 1850 a 1864, embora após a queda de Tianjing (agora Nanquim), o último exército rebelde não tenha sido exterminado até agosto de 1871. Depois de travar a guerra civil mais sangrenta da história mundial, com mais de 20 milhões de mortos, o governo Qing venceu decisivamente, embora com um grande preço para sua estrutura fiscal e política.
A revolta foi comandada por Hong Xiuquan, da etnia hacá, e autoproclamado irmão de Jesus Cristo, junto a outros líderes que eram vistos como "xamãs" ou "médiuns" (wu, em chinês), alegadamente recebendo comunicações de divindades cristãs em possessão espiritual. Seus objetivos eram religiosos, nacionalistas e políticos por natureza; Hong procurou a conversão do povo han à versão sincrética do cristianismo Taiping, para derrubar a dinastia Qing e realizar uma transformação do estado. Em vez de suplantar a classe dominante, os Taiping procuraram derrubar a ordem moral e social da China. Os Taiping estabeleceram o Reino Celestial como um estado de oposição localizado em Tianjing e ganharam o controle de uma parte significativa do sul da China, por fim expandindo até comandar uma base populacional de quase 30 milhões de pessoas.
Por mais de uma década, os exércitos Taiping ocuparam e lutaram em grande parte do vale médio e inferior do Yangtzé, acabando por evoluir para uma guerra civil total. Foi a maior guerra na China desde a Transição Ming-Qing, envolvendo a maior parte do centro e do sul da China. É classificada como uma das guerras mais sangrentas da história da humanidade, a guerra civil mais sangrenta e o maior conflito do século XIX. Em termos de mortes, a guerra civil é comparável à Primeira Guerra Mundial. Ela afetou mais de 16 províncias, destruiu cerca de 600 cidades e, além das mortes diretas, causou fomes. 30 milhões de pessoas fugiram das regiões conquistadas para assentamentos estrangeiros ou outras partes da China. A guerra foi caracterizada por extrema brutalidade de ambos os lados. Os soldados Taiping realizaram massacres generalizados de manchus, a minoria étnica da governante Casa Imperial de Aisin-Gioro. Enquanto isso, o governo Qing também se envolveu em massacres, principalmente contra a população civil da capital Taiping, Tianjing.
Enfraquecidos severamente pelo conflito interno, uma tentativa de golpe e o fracasso do cerco de Pequim, os Taiping foram derrotados por exércitos provinciais descentralizados, como o Exército Xiang, organizado e comandado por Zeng Guofan. Depois de descer o rio Yangtzé e recapturar a cidade estratégica de Anqing, as forças de Zeng sitiaram Tianjing em maio de 1862. Depois de mais de dois anos, em 1º de junho de 1864, Hong Xiuquan morreu e Tianjing caiu apenas um mês depois. A guerra civil de 14 anos combinada com outras guerras internas e externas enfraqueceu a dinastia, mas forneceu incentivo para um período inicial de reforma e fortalecimento. O conflito exacerbou a consciência étnica e acelerou a ascensão do poder provincial. Os historiadores debatem se esses desenvolvimentos prenunciavam a Era dos Senhores da Guerra, a perda do controle central após o estabelecimento da República da China em 1912.

## Nomes

Territórios ocupados pelos Taiping ao longo da rebelião
Reino Celestial Taiping no começo da rebelião
Reino Celestial Taiping ao final da rebelião

Os termos que os escritores usam para o conflito e seus participantes geralmente representam suas diferentes opiniões. Durante o século XIX, os Qing não descreveram o conflito como uma guerra civil ou um movimento porque isso daria credibilidade aos Taiping. Em vez disso, eles se referiram à tumultuada guerra civil como um período de caos (亂), rebelião (逆) ou ascendência militar (軍興). Eles frequentemente se referiam a ela como a Rebelião Hong-Yang (洪楊之亂), referindo-se aos dois líderes mais destacados. Também foi referido com desdém como a Rebelião da Ovelha Vermelha (紅羊之亂) porque "Hong-Yang" soa como "Ovelha Vermelha" em chinês.
Na China moderna, a guerra é muitas vezes referida como o Movimento do Reino Celestial Taiping (chinês tradicional: 太平天國運動, chinês simplificado: 太平天国运动, pinyin: Tàipíng tiānguó yùndòng) devido ao fato de que os Taiping defendiam uma doutrina que era nacionalista e comunista, representando uma ideologia popular baseada no nacionalismo han ou em valores protocomunistas. O estudioso Jian Youwen está entre aqueles que se referem à rebelião como o "Movimento Revolucionário Taiping", alegando que ela trabalhou para uma mudança completa no sistema político e social, em vez de trabalhar para a substituição de uma dinastia por outra.
Muitos historiadores ocidentais referem-se ao conflito em geral como a "Rebelião Taiping". Recentemente, no entanto, estudiosos como Tobie Meyer-Fong e Stephen Platt argumentaram que o termo "Rebelião Taiping" é tendencioso porque insinua que o governo Qing era um governo legítimo que estava lutando contra os rebeldes Taiping ilegítimos. Em vez disso, eles argumentam que o conflito deve ser chamado de "guerra civil". Outros historiadores como Jürgen Osterhammel chamam o conflito de "Revolução Taiping" por causa dos objetivos transformacionais radicais dos rebeldes e da revolução social que eles iniciaram.
Pouco se sabe sobre como os Taiping se referiam à guerra, mas os Taiping frequentemente se referiam aos Qing em geral e aos manchus em particular como alguma variante de demônios ou monstros (妖), representando a proclamação de Hong de que eles estavam travando uma guerra santa para livrar o mundo dos demônios e estabelecer o paraíso na terra. Os Qing se referiam aos Taiping como "bandidos yue" (粵匪 ou 粵賊) em fontes oficiais, uma referência às suas origens na província de Cantão, no sudeste.
Mais coloquialmente, os chineses chamavam os Taiping de alguma variante de "cabelos compridos" (長毛鬼, 長髪鬼, 髪逆, 髪賊), porque eles não raspavam suas testas nem trançavam seus cabelos como os cidadãos Qing eram obrigados a fazer, permitindo que seus cabelos crescessem longos. No século XIX, observadores ocidentais, dependendo de sua ideologia, se referiam aos Taiping como os "revolucionários", "insurgentes" ou "rebeldes". O Reino Celestial da Paz foi muitas vezes abreviado para simplesmente "os Taiping" por estudiosos ocidentais, da palavra "Paz" no Reino Celestial da Paz, mas nunca foi um termo que os Taiping ou seus inimigos usavam para se referir a eles. 

## História

### Origens

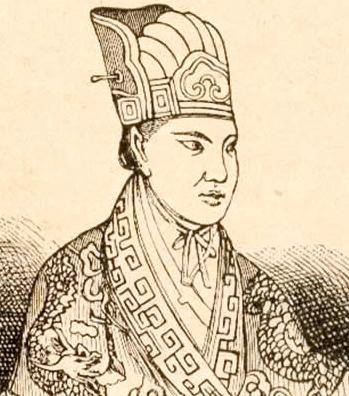
Suposta ilustração de Hong Xiuquan, datada de cerca de 1853

Durante o século XIX, a dinastia Qing passou por uma série de fomes, desastres naturais, problemas econômicos e derrotas nas mãos de potências estrangeiras. Os agricultores estavam sobrecarregados de impostos, os aluguéis aumentaram dramaticamente e os camponeses começaram a abandonar suas terras em massa. Os militares Qing haviam sofrido recentemente uma derrota desastrosa na Primeira Guerra do Ópio, enquanto a economia chinesa foi severamente impactada por um desequilíbrio comercial causado pela importação ilícita e em grande escala de ópio. O banditismo tornou-se comum, e numerosas sociedades secretas e unidades de autodefesa se formaram, o que levou a um aumento na guerra em pequena escala.
Enquanto isso, a população da China aumentou rapidamente, quase dobrando entre 1766 e 1833, enquanto a quantidade de terra cultivada era estável. O governo, comandado por manchus étnicos, tornou-se cada vez mais corrupto. Era fraco nas regiões do sul, onde os clãs locais dominavam. Os sentimentos anti-manchu eram mais fortes no sul da China entre a comunidade hacá, um subgrupo chinês han. Enquanto isso, missionários cristãos estavam ativos.
Em 1837, Hong Huoxiu tentou e falhou nos exames imperiais pela terceira vez, levando-o a um colapso nervoso. Ele delirou por dias, a ponto de sua família temer por sua vida. Enquanto convalescia, Hong sonhou que visitava o céu, onde descobriu que possuía uma família celestial distinta de sua família terrena, que incluía um pai celestial, mãe, irmão mais velho, cunhada, esposa e filho. Seu pai celestial, vestindo uma túnica de dragão negra e chapéu de abas altas com uma longa barba dourada, lamentou que os homens estivessem adorando demônios em vez de ele mesmo, e presenteou Hong com uma espada e um selo dourado para matar os demônios infestando o Céu. Além disso, ele fez isso com a ajuda de seu irmão mais velho celestial e um exército celestial. A figura paterna mais tarde informou a Hong que seu nome violava tabus e tinha que ser mudado, sugerindo como uma opção o apelido "Hong Xiuquan", que foi adotado por Hong. Em 1843, depois de ler cuidadosamente um panfleto que ele havia recebido de um missionário cristão protestante vários anos antes, Hong declarou que agora entendia que sua visão significava que ele era o irmão mais novo de Jesus e que ele havia sido enviado para livrar a China dos "demônios", incluindo o corrupto governo Qing e os ensinamentos confucionistas. Em 1847, Hong foi para a cidade de Cantão, onde estudou a Bíblia com Issachar Jacox Roberts, um missionário batista americano. Roberts recusou-se a batizá-lo e mais tarde afirmou que os seguidores de Hong estavam "dispostos a fazer com que suas pretensões religiosas burlescas servissem a seus propósitos políticos".

Um mapa da dinastia Qing, c. 1820

Logo depois que Hong começou a pregar na província de Quancim em 1844, seu seguidor Feng Yunshan fundou a Sociedade dos Adoradores de Deus, um movimento que seguiu a fusão de Hong de cristianismo, taoismo, confucionismo e milenarismo indígena, que Hong apresentou como uma restauração da antiga fé chinesa em Shangdi. A fé Taiping, diz um historiador, "desenvolveu-se em uma nova religião chinesa dinâmica… o cristianismo Taiping".
O movimento inicialmente cresceu reprimindo grupos de bandidos e piratas no sul da China no final da década de 1840, depois a supressão pelas autoridades Qing levou-o a evoluir para uma guerra de guerrilhas e, posteriormente, uma guerra civil generalizada. Por fim, dois outros Adoradores de Deus afirmaram possuir a habilidade de falar como membros da "Família Celestial", o Pai no caso de Yang Xiuqing e Jesus Cristo no caso de Xiao Chaogui.

### Primeiros anos
A Rebelião Taiping começou na província de Quancim, no sul, quando as autoridades locais lançaram uma campanha de perseguição religiosa contra a Sociedade dos Adoradores de Deus. No início de janeiro de 1851, após uma batalha em pequena escala no final de dezembro de 1850, um exército rebelde de 10 mil homens organizado por Feng Yunshan e Wei Changhui derrotou as forças Qing estacionadas em Jintian (atual Guiping, Quancim). As forças Taiping repeliram com sucesso uma tentativa de represália imperial do Exército Padrão Verde contra o Levante de Jintian.
Em 11 de janeiro de 1851, Hong declarou-se o Rei Celestial do Reino Celestial da Paz (ou Reino Celestial Taiping), de onde vem o termo "Taiping" comumente usado para eles nos estudos. Os Taiping começaram a marchar para o norte em setembro de 1851 para escapar das forças Qing que os cercavam. O exército Taiping pressionou para o norte em Hunão seguindo o rio Xiang, sitiando Changsha, ocupando Yuezhou e depois capturando Wuchang em dezembro de 1852, depois de chegar ao rio Yangtzé. Neste ponto, a liderança Taiping decidiu se mudar para o leste ao longo do rio Yangtzé. Anqing foi capturada em fevereiro de 1853.
Os líderes Taiping podem ter procurado organizações da Tríade, que tinham muitas células no sul da China e entre as tropas do governo. Os títulos Taiping assemelhavam-se aos da Tríade, conscientemente ou não, o que tornou mais atraente para os Tríades se juntarem ao movimento. Em 1852, as tropas do governo Qing capturaram Hong Daquan, um rebelde que assumiu o título de Tian De Wang (Rei da Virtude Celestial). Na confissão, Hong Daquan alegou que Hong Xiuquan o fez co-soberano do Reino Celestial e lhe deu esse título, mas era mais provavelmente um eco de uma Rebelião do Lótus Branco anterior que não tinha conexão. No entanto, a captura de Nanquim naquele ano levou a uma deterioração das relações entre os rebeldes Taiping e os Tríades.

### Anos intermediários e o Incidente de Tianjing

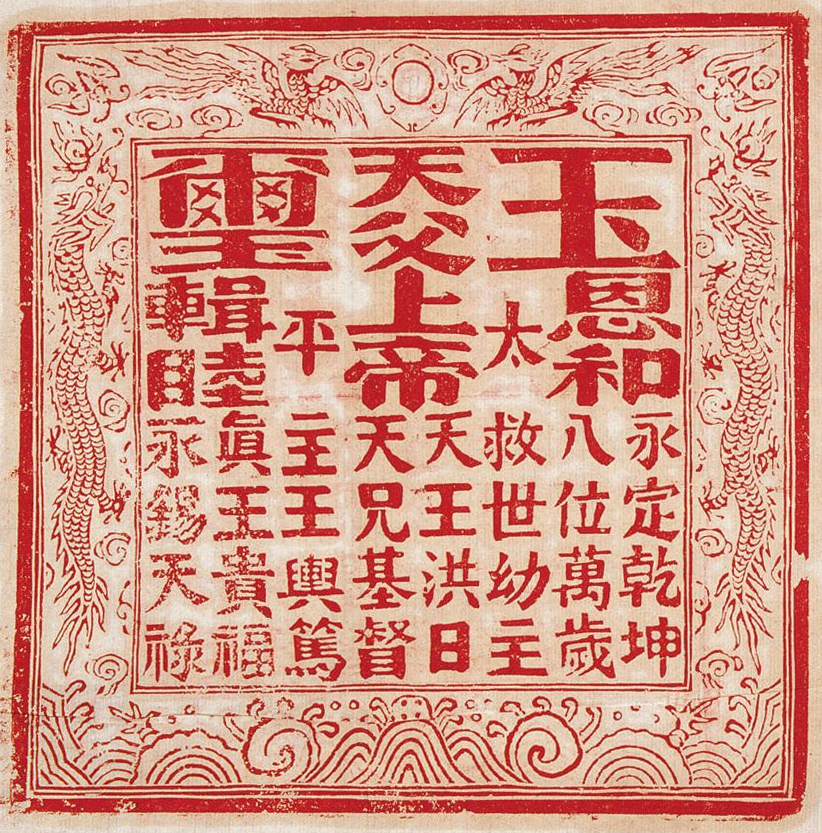
O selo real do Reino Celestial Taiping

Em 19 de março de 1853, os Taiping capturaram a cidade de Nanquim (ou Nanjing) e Hong declarou-a Tianjing, a "Capital Celestial" de seu reino. Como os Taiping consideravam os manchus demônios, eles primeiro mataram todos os homens manchus, depois forçaram as mulheres manchus para fora da cidade e as queimaram até a morte. Pouco tempo depois, os Taiping lançaram expedições simultâneas ao norte e ao oeste, em um esforço para aliviar a pressão sobre Tianjing e obter ganhos territoriais significativos. A primeira expedição foi um fracasso completo, mas a última obteve sucesso limitado.
Em 1853, Hong Xiuquan retirou-se do controle ativo das políticas e da administração para governar exclusivamente por meio de proclamações escritas. Ele vivia no luxo e tinha muitas mulheres em sua câmara interna, e muitas vezes emitia restrições religiosas. Ele entrou em confronto com Yang Xiuqing, que desafiou suas políticas muitas vezes impraticáveis, e ficou desconfiado das ambições de Yang, sua extensa rede de espiões e suas alegações de autoridade ao "falar como Deus". Essa tensão culminou no Incidente de Tianjing de 1856, em que Yang e seus seguidores foram massacrados por Wei Changhui, Qin Rigang e suas tropas por ordem de Hong Xiuquan.
A objeção de Shi Dakai ao derramamento de sangue levou sua família e séquito a serem mortos por Wei e Qin, com Wei planejando aprisionar Hong. Os planos de Wei foram frustrados e ele e Qin foram executados por Hong. Shi Dakai recebeu o controle de cinco exércitos Taiping, que foram consolidados em um. Mas temendo por sua vida, ele partiu de Tianjing e seguiu para o oeste em direção a Sujuão.
Com Hong retirado de vista e Yang fora de cena, os líderes remanescentes Taiping tentaram ampliar seu apoio popular e forjar alianças com potências europeias, mas falharam em ambos os casos. Os europeus decidiram permanecer oficialmente neutros, embora os conselheiros militares europeus servissem o exército Qing.
Dentro da China, a rebelião enfrentou resistência das classes rurais tradicionalistas por causa da hostilidade aos costumes chineses e aos valores confucionistas. A classe alta proprietária de terras, perturbada pela ideologia Taiping e pela política de estrita separação dos sexos, mesmo para casais, ficou do lado das forças do governo.
Em Hunão, um exército irregular local chamado Exército Xiang ou Exército de Hunão, sob a liderança pessoal de Zeng Guofan, tornou-se a principal força armada lutando pelos Qing contra os Taiping. O Exército Xiang de Zeng provou ser eficaz em gradualmente retroceder o avanço Taiping no teatro ocidental da guerra e, finalmente, retomar grande parte das províncias de Hubei e Jiangxi. Em dezembro de 1856, as forças Qing retomaram Wuchang pela última vez. O Exército Xiang capturou Jiujiang em maio de 1858 e depois o resto da província de Jiangxi em setembro.
Em 1859, Hong Rengan, primo de Hong Xiuquan, juntou-se às forças Taiping em Tianjing e recebeu considerável poder de Hong. Hong Rengan desenvolveu um plano ambicioso para expandir os limites do Reino Celestial Taiping.
Em maio de 1860, os Taiping derrotaram as forças imperiais que sitiavam Tianjing desde 1853, eliminando-as da região e abrindo caminho para uma invasão bem-sucedida das províncias do sul de Jiangsu e Chequião, a região mais rica do Império Qing. Os rebeldes Taiping tiveram sucesso em tomar Hancheu em 19 de março de 1860, Changzhou em 26 de maio e Sucheu em 2 de junho a leste. Enquanto as forças Taiping estavam preocupadas em Jiangsu, as forças de Zeng desceram o rio Yangtzé.

### Queda do Reino Celestial Taiping

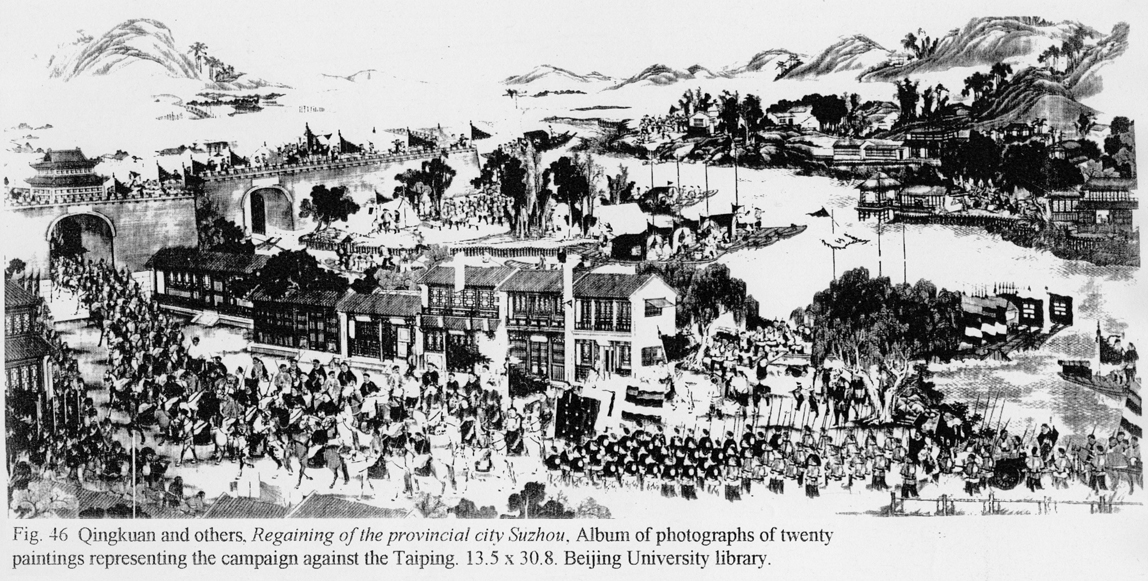
Tropas Qing retomando a cidade de Sucheu

Uma tentativa de tomar Xangai em agosto de 1860 foi repelida por um exército Qing apoiado por oficiais europeus sob o comando de Frederick Townsend Ward. Este exército ficaria conhecido como o "Exército Sempre Vitorioso", uma força militar Qing experiente e bem treinada comandada por Charles George Gordon, e seria fundamental na derrota dos rebeldes Taiping.
Em 1861, na época da morte do Imperador Xianfeng e ascensão do Imperador Tongzhi, o Exército Xiang de Zeng Guofan capturou Anqing com a ajuda de um bloqueio naval imposto pela Marinha Real Britânica à cidade. Perto do final de 1861, os Taiping lançaram uma última expedição oriental. Liampó foi facilmente capturada em 9 de dezembro, e Hancheu foi sitiada e finalmente capturada em 31 de dezembro de 1861. As tropas Taiping cercaram Xangai em janeiro de 1862, mas não conseguiram capturá-la.
O Exército Sempre Vitorioso repeliu outro ataque a Xangai em 1862 e ajudou a defender outros portos do tratado, como Liampó, recuperado em 10 de maio. Eles também ajudaram as tropas imperiais a reconquistar as fortalezas Taiping ao longo do rio Yangtzé.
Em 1863, Shi Dakai rendeu-se aos Qing perto da capital de Sujuão, Chengdu, e foi executado por corte lento. Alguns de seus seguidores escaparam ou foram libertados e continuaram a luta contra os Qing.
As forças Qing foram reorganizadas sob o comando de Zeng Guofan, Zuo Zongtang e Li Hongzhang, e a reconquista Qing começou de vez. Zeng Guofan inicialmente falhou tanto que tentou o suicídio, mas depois adotou os ensinamentos do general Qi Jiguang da dinastia Ming do século XVI. Ele ignorou os exércitos regulares profissionais e recrutou nas aldeias locais, pagando e treinando bem. Zeng, Zuo e Li lideraram soldados pessoalmente leais. No início de 1864, o controle Qing na maioria das áreas havia sido restabelecido.
Em maio de 1862, o Exército Xiang começou a sitiar diretamente Tianjing e conseguiu se manter firme apesar das inúmeras tentativas do numericamente superior Exército Taiping de desalojá-los. Hong Xiuquan declarou que Deus defenderia Tianjing, mas em junho de 1864, com as forças Qing se aproximando, ele morreu de intoxicação alimentar como consequência de comer vegetais selvagens quando a cidade ficou sem alimentos. Ele ficou doente por 20 dias antes de sucumbir e alguns dias após sua morte, as forças Qing tomaram a cidade. Embora Hong provavelmente tenha morrido de sua doença, suicídio por veneno também foi sugerido. Seu corpo foi enterrado no antigo Palácio Imperial Ming, e mais tarde foi exumado por ordem de Zeng Guofan para verificar sua morte e depois cremado. As cinzas de Hong foram posteriormente explodidas de um canhão para garantir que seus restos mortais não tivessem lugar de descanso como punição eterna pela revolta.
Quatro meses antes da queda do Reino Celestial Taiping, Hong Xiuquan abdicou em favor de seu filho mais velho, Hong Tianguifu, que tinha 14 anos. O jovem Hong era inexperiente e impotente, então o reino foi rapidamente destruído quando Tianjing caiu em julho de 1864 para os exércitos imperiais após prolongados combates rua a rua. Tianguifu e alguns outros escaparam, mas logo foram capturados e executados. A maioria dos príncipes Taiping foram executados.
Um pequeno restante de forças leais Taiping continuaram a lutar no norte de Chequião, reunindo-se em torno de Tianguifu. Mas após a captura de Tianguifu em 25 de outubro de 1864, a resistência Taiping foi gradualmente empurrada para as terras altas das províncias de Jiangxi, Chequião, Fuquiém e finalmente Cantão, onde um dos últimos leais a Taiping, Wang Haiyang, foi derrotado em 29 de janeiro de 1866.

### Consequências

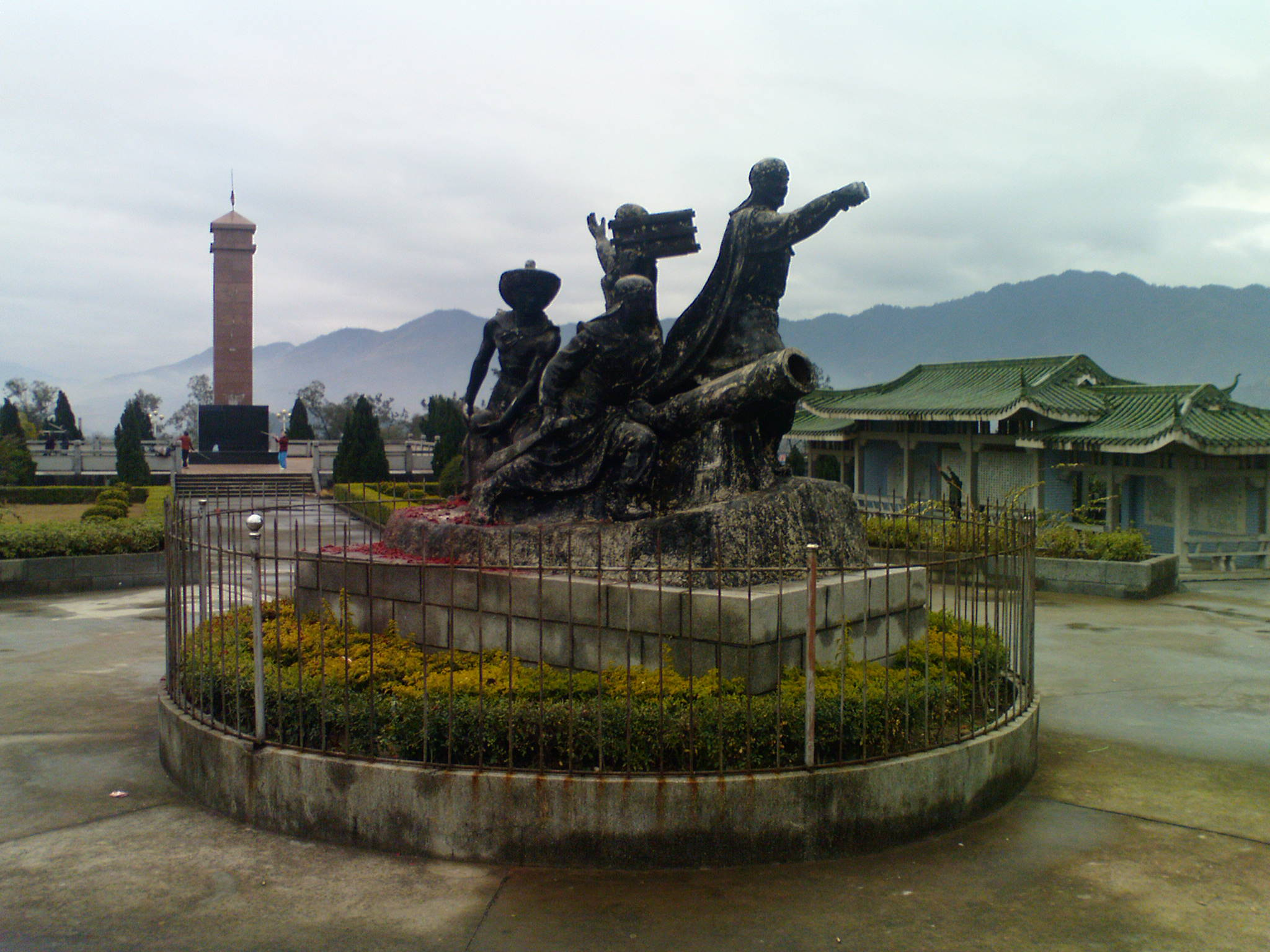
Um monumento histórico à Rebelião Taiping na cidade de Mengshan, em Wuzhou, Quancim, que foi uma das primeiras sedes do governo Taiping

Embora a queda de Tianjing em 1864 tenha marcado a destruição do regime Taiping, a luta ainda não havia terminado. Ainda haviam várias centenas de milhares de soldados Taiping continuando a luta, com mais de um quarto de milhão lutando apenas nas regiões fronteiriças de Jiangxi e Fuquiém. Não foi até agosto de 1871 que o último exército Taiping liderado pelo comandante de Shi Dakai, Li Fuzhong (李福忠), foi completamente exterminado pelas forças governamentais na região fronteiriça de Hunão, Guizhou e Quancim.
As guerras Taiping também se espalharam pelo Vietnã com efeitos devastadores. Em 1860, Wu Lingyun (吳凌雲), um líder Taiping de etnia xuém, proclamou-se Rei de Dingling (廷陵國) nas regiões fronteiriças sino-vietnamitas. Dingling foi destruído durante uma campanha Qing em 1868. Seu filho Wu Yazhong, também chamado Wu Kun (吳鯤), fugiu para o Vietnã, mas foi morto em 1869 em Bắc Ninh por uma coalizão Qing-Vietnamita.
As tropas de Wu Kun se separaram e se tornaram exércitos saqueadores, como o Exército da Bandeira Amarela liderado por Huang Chongying (黃崇英) e o Exército da Bandeira Negra (chinês tradicional: 黑旗軍, pinyin: Hēi qí Jūn; vietnamita: Quân cờ đen) liderado por Liu Yongfu. Este último se tornaria um proeminente senhor da guerra no Alto Tonquim e mais tarde ajudaria a dinastia Nguyễn a se envolver contra os franceses durante a Guerra Sino-Francesa na década de 1880. Mais tarde, ele se tornou o segundo e último líder da curta República de Formosa (5 de junho a 21 de outubro de 1895).
Outras "Gangues da Bandeira" armadas com as últimas armas, se desintegraram em grupos de bandidos que saquearam os remanescentes do reino de Lan Xang. Eles então se envolveram em combate contra as forças incompetentes do rei Rama V (r. 1868–1910) até 1890, quando o último dos grupos acabou se desfazendo. Suas vítimas não sabiam de onde os bandidos tinham vindo e, quando saqueavam os templos budistas, eram confundidos com muçulmanos chineses de Iunão chamados hui em mandarim e haw na língua laociana (ฮ่อ). Isso resultou na prolongada série de conflitos chamada erroneamente de Guerras Haw.

### Número de mortos
Sem um censo confiável na época, as estimativas do número de mortos da Rebelião Taiping são necessariamente baseadas em projeções. As fontes mais citadas estimam que o número total de mortes durante os quase 14 anos da rebelião seja de aproximadamente 20 a 30 milhões de civis e soldados. A maioria das mortes foi atribuída à peste e à fome. Alguns analistas afirmam que o número de mortos pode ter chegado a 100 milhões.

### Rebeliões simultâneas

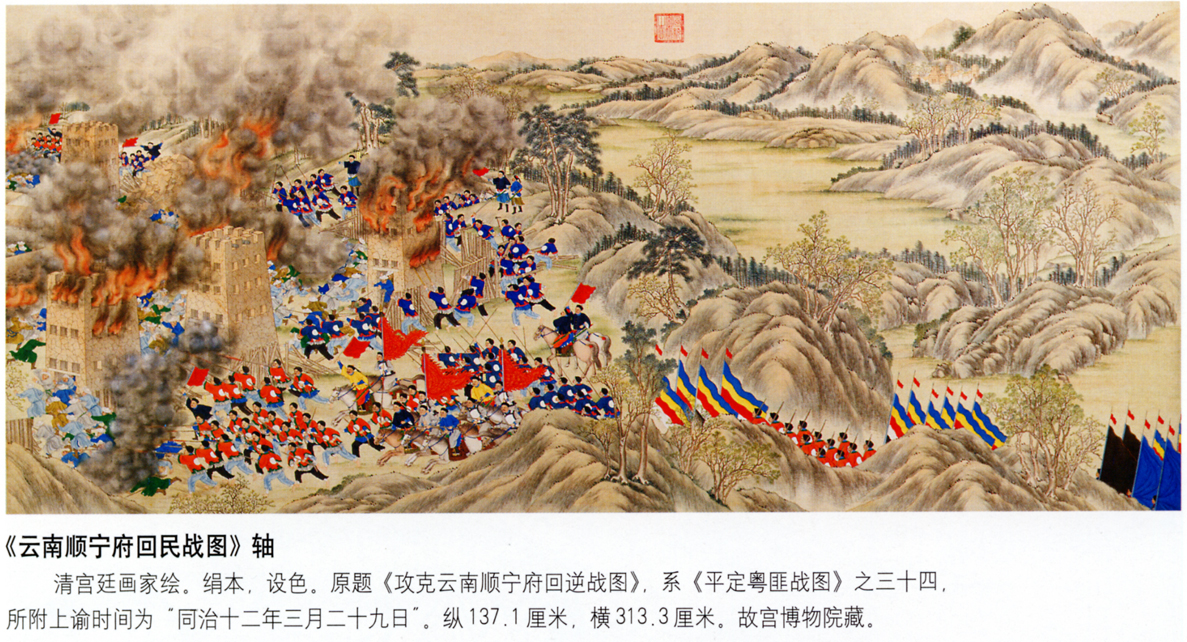
Uma batalha da Rebelião Panthay, do conjunto Vitória sobre os Muçulmanos, conjunto de doze pinturas em tinta e cor sobre seda

A Rebelião Nien (1853–1868) e várias rebeliões muçulmanas chinesas no sudoeste (Rebelião Panthay, 1855–1873) e no noroeste (Revolta Dungan, 1862–1877) continuaram a representar problemas consideráveis para a dinastia Qing.
Ocasionalmente, os rebeldes Nien colaboravam com as forças Taiping, por exemplo, durante a Expedição do Norte. Como a Rebelião Taiping perdeu terreno, particularmente após a queda de Tianjing em 1864, ex-soldados e comandantes Taiping como Lai Wenguang foram incorporados às fileiras dos Nien.
Após o fracasso da Rebelião dos Turbantes Vermelhos (1854–1856) em capturar a cidade de Cantão, seus soldados recuaram para o norte em Jiangxi e combinaram forças com Shi Dakai. Após a derrota da rebelião de Li Yonghe e Lan Chaoding em Sujuão, os remanescentes se uniram às forças Taiping em Xianxim. As forças remanescentes da revolta da Sociedade das Espadas Pequenas em Xangai reagruparam-se com o exército Taiping.
Du Wenxiu, que liderou a Rebelião Panthay em Iunão, estava em contato com o Reino Celestial Taiping. Ele não estava mirando sua rebelião contra os chineses han, mas era anti-Qing e queria destruir o governo Qing. As forças de Du lideraram várias forças não-muçulmanas, incluindo os povos han chineses e os lis, bai e hanis. Eles foram assistidos por não-muçulmanos xãs, cachins e outras tribos das montanhas na revolta.
A outra rebelião muçulmana, a Revolta Dungan, foi o inverso: não visava derrubar a dinastia Qing, já que seu líder Ma Hualong aceitou um título imperial. Em vez disso, eclodiu devido a lutas interseccionais entre facções muçulmanas e chineses han. Vários grupos lutaram entre si durante a revolta sem nenhum objetivo coerente. De acordo com pesquisadores modernos, a Revolta Dungan começou em 1862 não como uma revolta planejada, mas como uma coalescência de muitas brigas e tumultos locais desencadeados por causas triviais, entre elas havia rumores falsos de que os muçulmanos hui estavam ajudando os rebeldes Taiping. No entanto, o hui Ma Xiaoshi afirmou que a rebelião muçulmana de Xianxim estava ligada aos Taiping.
Jonathan Spence diz que uma das principais razões para a derrota Taiping foi sua incapacidade geral de se coordenar com outras rebeliões.

## As políticas do Reino Celestial Taiping

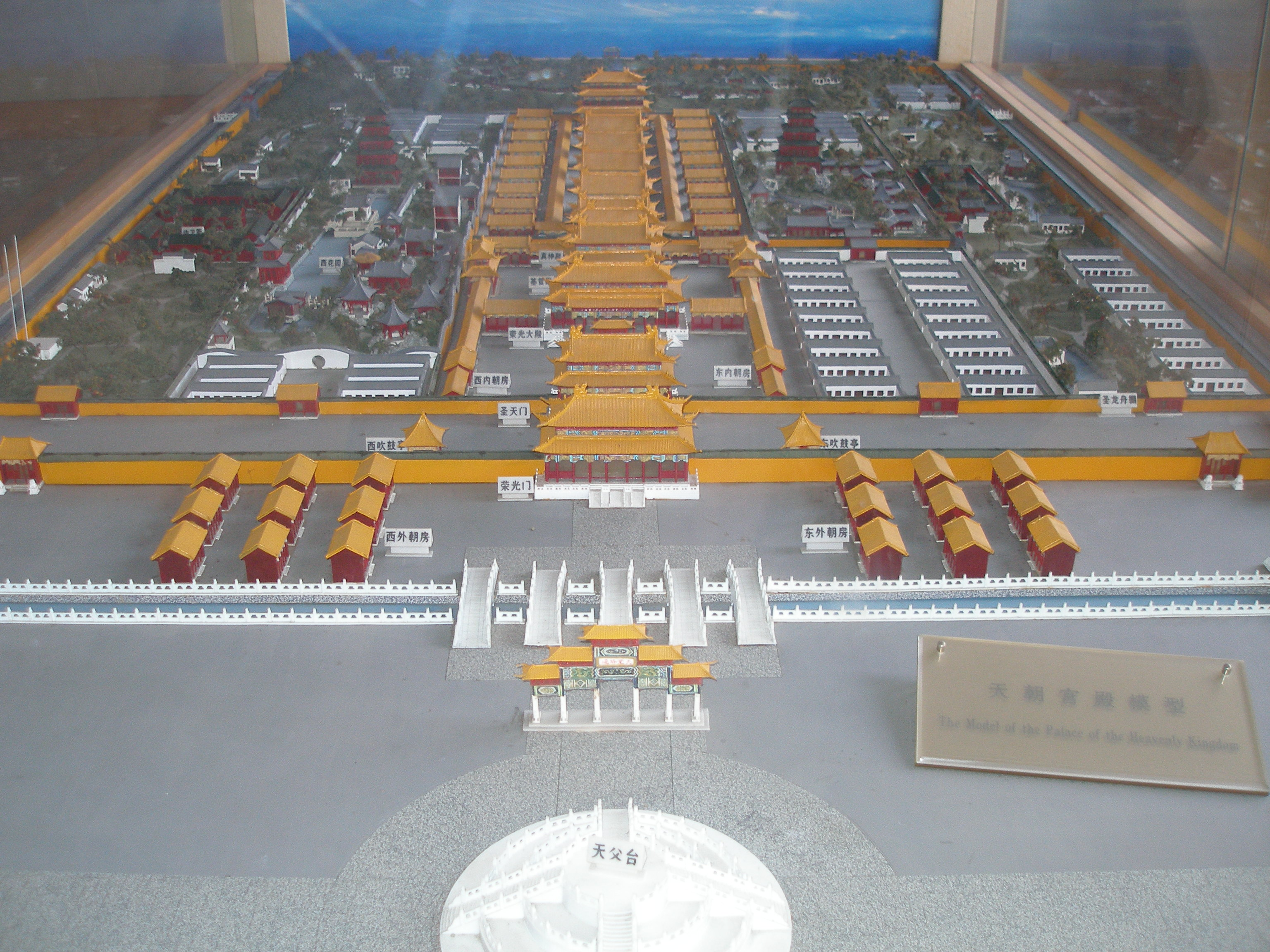
Uma miniatura do Palácio do Reino Celestial em Tianjing

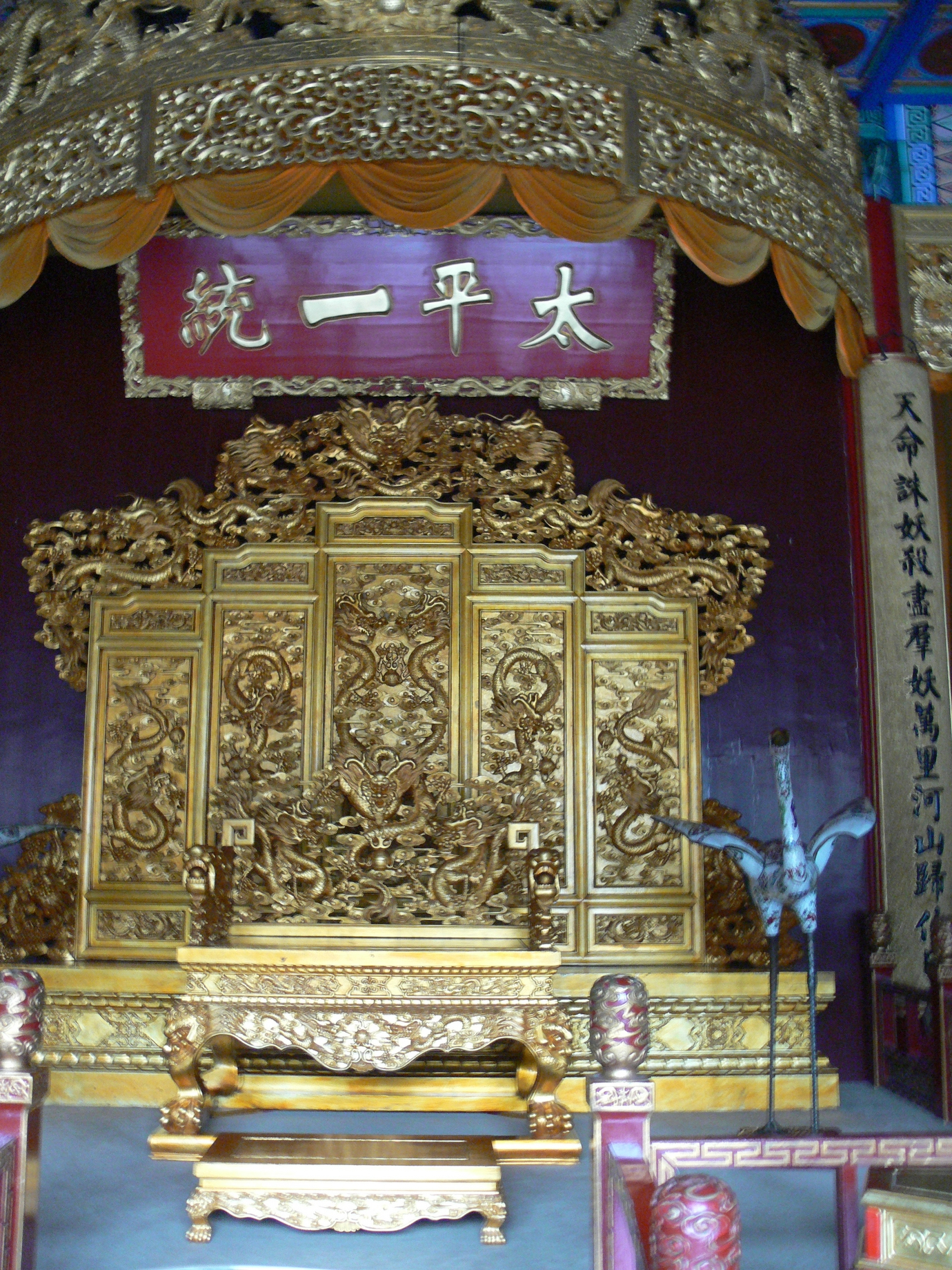
O trono do Rei Celestial em Tianjing

Os rebeldes anunciaram reformas sociais, incluindo estrita separação dos sexos, abolição da amarração dos pés, socialização da terra e "supressão" do comércio privado. Eles também proibiram a importação de ópio em todos os territórios Taiping.

## Religião
Hong Xiuquan foi considerado por historiadores como uma figura de xamã ou médium no contexto local chinês (geralmente chamados wu, 巫, em chinês), que recebe possessão espiritual de uma entidade conforme as antigas práticas religiosas. O condado de Hua, onde Hong nasceu, possuía diversas linhagens religiosas e cultos taoistas, budistas e populares, incluindo práticas de possessão espiritual e exorcismo. Donald Sutton considera que a história dos eventos desencadeadores que o levaram a acreditar ser o salvador do mundo, após sua falha acadêmica, descreve um clássico curso de desenvolvimento de uma doença xamânica iniciatória, e que a possessão espiritual e sua comunicação por líderes de Taiping foi uma aplicação política do xamanismo chinês. Barend J. ter Haar considera a descrição como podendo ser enquadrada como um "voo da alma xamânico", e que há antigos precedentes de tradições taoistas e posteriores cultos surgidos em torno de médiuns carismáticos na China.
O historiador Daniel H. Bays considera que o cristianismo Taiping se enquadra também dentro do pentecostalismo, apesar de ainda não ter surgido esse termo, assim como outras posteriores denominações religiosas e movimentos sectários populares na China: isso porque o sistema religioso incluía características de ser antissistema, falar em línguas, ser inspirado por carismas, ter visões e comunicações diretas de Jesus, Deus e o Espírito Santo, e ser milenarianista. Milenarianismo e apocalipticismo já eram conceitos presentes em tradições religiosas nativas na China do século XIX, e paralelos difundidos pelos missionários protestantes também ressoaram com os enquadres folclorísticos dos rebeldes de Taiping.
No que diz respeito à religião de seu Estado, o Reino estabeleceu como religião oficial o shenismo de Hong, que sustentava que Hong Xiuquan era o irmão mais novo de Jesus e segundo filho de Shangdi. Hong achava que o confucionismo era uma sombra de sua origem nobre, sendo agora uma ferramenta dos Qing para tiranizar o povo han (em seus sonhos, ele viu Confúcio sendo punido por Shangdi por causa disso). Desde o início, seus seguidores eram motivados pela iconoclastia e demonologia, atacando estátuas e objetos cúlticos dedicados à adoração de ancestrais ou a Confúcio, que consideravam como representações de demônio. A destruição iconoclasta resultou em repercussões e um massacre em 1850. Depois, afirmaram que todos seus inimigos locais em Guangxi eram demônios, para então afirmar isso a todos os manchus. Também atacavam outras instituições religiosas, como o budismo, e o Imperador, denunciando a idolatria que dele faziam. Os rebeldes de Taiping consideravam que tinham uma missão exorcista, e pregavam que exércitos divinos ou espíritos de Generais e Soldados Celestiais os ajudavam a combater os demônios.
As bibliotecas dos mosteiros confucionistas foram destruídas (quase completamente em o caso da área do delta do Yangtzé), e os templos foram frequentemente desfigurados ou transformados em templos de sua nova religião ou hospitais e bibliotecas. Obras tradicionalistas como as de Confúcio foram queimadas e seus vendedores executados. Os Taiping, especialmente contrários à idolatria, destruíam ídolos onde quer que fossem encontrados com grande preconceito. Embora a destruição de ídolos tenha sido inicialmente bem-vinda por missionários estrangeiros, os missionários acabaram por temer o fanatismo dos Taiping que eles ajudaram a criar. Missionários do século XIX na China consideravam Hong e seu movimento como anátema.
A Sociedade dos Adoradores de Deus (Bai Shangdi Hui, 拜上帝會) cresceu de centenas de seguidores em 1845 a vários milhares de adeptos em 1851. Já havia uma dinâmica de guerra civil em que as repressões do governo e os sentimentos de mudança favoreciam o crescimento do movimento, mas também os Adoradores de Deus organizavam a população sob seu comando, dividindo-a em 25 famílias supervisionadas por um sargento responsável pelas comunhões religiosas, impondo a conversão de forma nem sempre voluntária.
Durante a guerra, os rebeldes Adoradores de Deus bateram em retirada a Guangxi, uma região com muito fermento religioso para a tradição de possessão espiritual. Lá, ao mesmo tempo que Hong Xiuquan se declarava comunicar com Deus, outros médiuns também afirmavam fazer o mesmo, como Yang Xiuqing e Xiao Chaogui, que dizia ser possuído por Jesus. Assim também com outros conversos da região, que, durante a ausência de Hong, escreveram suas comunicações sob possessão. Surgiu um movimento de possessão espiritual em massa que, segundo um observador europeu contemporâneo, "trouxe desordem e dissensão entre os irmãos". Quando Hong retornou, ele analisou os escritos das comunicações, aprovando apenas as de Yang e Xiao e rejeitando todas as outras como demoníacas. A possessão espiritual era considerada um fenômeno verdadeiro entre os chineses, e os hacás em particulares, incluindo Hong, porém isso ameaçava a autoridade de Hong Xiuquan com a formação de competidores, o que levou os Taipings a reprimirem possessão espiritual em massa, banindo-a como heresia e controlando a estrutura de sua organização.
Uma firme ordem era mantida dentro do movimento, o que foi sustentado também pelas sessões mediúnicas de Yang como o "Pai Celestial" e Xiao como o "Irmão Mais Velho Celestial". Escritos mediúnicos de Yang e Xiao serviram ao movimento como propaganda. As Transgressões das Regras Celestiais (tiantiao) enumeradas em um tratado cristão, eram punidas com espancamentos de vara, uso de canga ou execução. Até mesmo Hong recebia sanções, como durante uma sessão em 1851, em que foi ordenado que ele e outros recebessem 40 surras de bastão. Ele aceitou, o que o levou a ser perdoado pela divindade da possessão e poupado.
A separação dos sexos foi rigorosamente aplicada nos primeiros anos, embora tenha diminuído nos anos posteriores. Parte do extremismo veio de um erro de tradução dos Dez Mandamentos, que levou ao sétimo mandamento também proibindo a "licenciosidade", bem como o adultério. Era tão grave que pais e filhos do sexo oposto não podiam interagir, e até mesmo casais eram desencorajados a fazer sexo.
A Rebelião Taiping também levou à produção de diversas obras pela técnica de escrita de espíritos chinesa (fuji), que tentavam explicar o cenário desastroso da guerra ou reagir aos rebeldes. Grupos anti-Taiping se utilizavam abundantemente da escrita de espíritos―desde líderes como Zeng Guofan a aldeões―e era uma forma de os membros da elite e a população fazerem conexão a conceitos apocalípticos e escatológicos já presentes em previsões e textos anteriores desse tipo de literatura. Já do lado dos rebeldes de Taiping, as revelações não ocorriam por escrita de espíritos, mas pela produção mediúnica oral: o líder da rebelião e seu círculo interno de generais se diziam possuídos por Jesus, o Espírito Santo e outros membros da Sagrada Família, e seus pronunciamentos messiânicos eram impressos em livretos para circulação, inclusive chegando a fazer parte de sua versão da Bíblia de Taiping.
Esse período de guerra geral no império juntou-se a conflitos locais, massacres e fomes, e ao todo era percebido como um apocalipse, o que se refletiu nas revelações de fuji. Hunan, por exemplo, foi um grande palco de batalha e centro de um culto de escrita de espíritos de Guandi: suas elites locais se mobilizaram na produção de fuji, e é bastante provável que altares de escrita de espíritos viajavam junto ao exército de Hunan durante a guerra. Outros grupos de elite de locais variados também produziam escrituras de moralidade, porém o fuji servia para todos tipos de propósito durante a guerra: desde em textos para relatar sobre eventos militares, até para propor a reforma moral como solução à crise e explicar as razões para os eventos catastróficos. Vários escritos de fuji da época diziam que os deuses não causavam as mortes arbitrariamente, mas levavam em conta os méritos de cada indivíduo conforme um código penal celeste, em uma teodiceia que explicava o amor dos deuses e a salvação. Mas, diferente da religião dos rebeldes, o teor escatológico desses textos não era messiânico e não criticavam o Imperador.
O grande impacto do fanatismo e violência religiosa dos rebeldes fomentou sentimentos de anticristianismo na China até cerca de 50 anos após a guerra. Devido à memória e trauma dos eventos, surgiu receio contra a presença de missionários cristãos e estrangeiros, e houve grande produção de literatura e propaganda contra o cristianismo, principalmente na província de Hunan.

## Exército
Os rebeldes usaram estratégias não ortodoxas brilhantes que quase derrubaram a dinastia, mas a inspirou a adotar o que um historiador chama de "a experimentação militar mais significativa desde o século XVII".

### Forças Taiping
O exército Taiping foi a força chave da rebelião. Foi marcado por um alto nível de disciplina e fanatismo. Eles normalmente usavam um uniforme de jaquetas vermelhas com calças azuis, e seus cabelos cresciam tanto que na China eles eram apelidados de "cabelos longos". No início da rebelião, o grande número de mulheres servindo no exército Taiping também o distinguiu de outros exércitos do século XIX. No entanto, depois de 1853 deixou de haver muitas mulheres no exército Taiping. Hong Xuanjiao, Su Sanniang e Qiu Ersao são exemplos de mulheres que se tornaram líderes das mulheres soldados do exército Taiping.
O combate sempre foi sangrento e extremamente brutal, com pouca artilharia, mas enormes forças equipadas com armas pequenas. Ambos os exércitos tentariam empurrar um ao outro para fora do campo de batalha e, embora as baixas fossem altas, poucas batalhas foram decisivamente vencidas. A principal estratégia de conquista do exército Taiping era tomar as principais cidades, consolidar seu domínio sobre as cidades, e, em seguida, marchar para os campos em volta para recrutar agricultores locais e combater as forças do governo.
As estimativas do tamanho do exército Taiping são de cerca de 500 mil soldados em 1852. A organização do exército foi supostamente inspirada pela dinastia Qin. Cada corpo do exército consistia em cerca de 13 mil homens. Esses corpos foram colocados em exércitos de tamanhos variados. Além das principais forças Taiping organizadas, também havia milhares de grupos pró-Taiping em campo com suas próprias tropas de soldados irregulares.
Os rebeldes estavam relativamente bem equipados com armas modernas. Eles não foram apoiados por governos estrangeiros, mas compraram munições modernas – incluindo armas de fogo, artilharia e munição – de fornecedores estrangeiros. Os rebeldes estavam comprando armas em 1853. Munições – parcialmente adquiridas de fabricantes ocidentais e lojas militares – foram contrabandeadas para a China, principalmente por ingleses e americanos. Um carregamento de abril de 1862 de um negociante americano "bem conhecido por suas relações com os rebeldes" incluía 2.783 mosquetes, 66 carabinas, 4 rifles e 895 canhões de artilharia de campo; o traficante portava passaportes assinados pelo Rei Leal.
Os rebeldes também fabricavam armas e importavam equipamentos de fabricação. No verão de 1862, um observador ocidental notou que as fábricas rebeldes em Tianjing estavam produzindo canhões superiores – incluindo canhões pesados – do que os Qing. Os rebeldes aumentaram seu arsenal moderno com equipamentos capturados. Pouco antes de sua execução, o Rei Leal Taiping Li Xiucheng aconselhou os Qing a comprarem e aprenderem a replicar os melhores canhões estrangeiros e carruagens de armas para se prepararem para a guerra com potências estrangeiras.
Já em 1853, estrangeiros de vários países juntaram-se aos rebeldes em funções de combate e administrativas, e estavam em condições de observar os Taiping em batalha. Os rebeldes foram corajosos sob fogo, ergueram obras defensivas rapidamente e usaram pontes flutuantes móveis. Uma tática era colocar fogo em uma posição Qing e matar as tropas Qing em fuga à medida que emergiam individualmente.
Havia também uma pequena Marinha Taiping, composta por barcos capturados, que operavam ao longo do Yangtzé e seus afluentes. Entre os comandantes da Marinha estava o Rei Hang Tang Zhengcai.

#### Estrutura étnica do exército Taiping

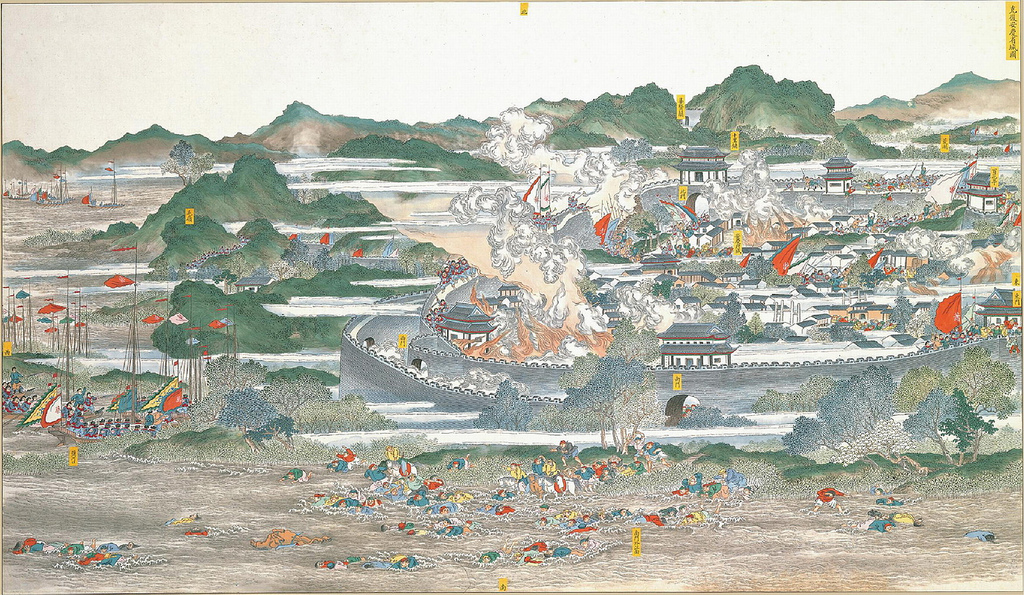
Recuperação da cidade provincial de Anqing

Etnicamente, o exército Taiping foi formado em grande parte por esses grupos: os hacás, um subgrupo chinês han; os cantoneses, residentes locais da província de Cantão; e os xuéns (um grupo étnico não-han). Não é coincidência que Hong Xiuquan e os outros membros da realeza Taiping fossem hacás.
Como um subgrupo han, os hacás foram frequentemente marginalizados econômica e politicamente, tendo migrado para as regiões que seus descendentes habitam atualmente somente depois que outros grupos han já se estabeleceram lá. Por exemplo, quando os hacás se estabeleceram na província de Cantão e partes de Quancim, os falantes do chinês yue (cantonês) já eram o grupo han regional dominante e já o eram há algum tempo, assim como os falantes de vários dialetos min são localmente dominantes na província de Fuquiém.
Os hacás se estabeleceram em todo o sul da China e além, mas como retardatários eles geralmente tiveram que estabelecer suas comunidades em terras acidentadas e menos férteis espalhadas nas margens dos assentamentos do grupo majoritário local. Como seu nome ("famílias de hóspedes") sugere, os hacás eram geralmente tratados como imigrantes recém-chegados, e muitas vezes sujeitos à hostilidade e escárnio da maioria das populações locais han. Consequentemente, os hacás, em maior medida do que outros chineses han, têm sido historicamente associados à agitação e rebelião populares.

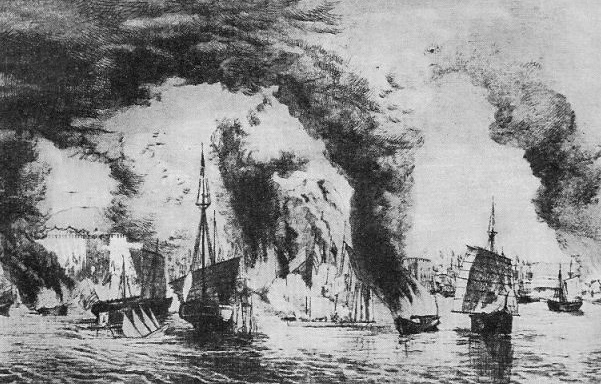
Batalha naval no Yangtzé

O outro grupo étnico significativo no exército Taiping foi os xuéns, um povo indígena de origem tai e o maior grupo minoritário étnico não-han da China. Ao longo dos séculos, as comunidades xuéns adotaram a cultura chinesa han. Isso foi possível porque a cultura han na região acomoda uma grande diversidade linguística, de modo que os xuéns poderiam ser absorvidos como se a língua xuém fosse apenas outro dialeto chinês han (o que não é). Como as comunidades xuéns estavam se integrando com os han em níveis diferentes, uma certa quantidade de atrito entre os han e os xuéns era inevitável, com a agitação dos xuéns levando a revoltas armadas ocasionalmente.

#### Estrutura social do Exército Taiping
Social e economicamente, os rebeldes Taiping vinham quase exclusivamente das classes mais baixas. Muitas das tropas do sul do Reino Celestial Taiping eram compostas de ex-mineiros, especialmente os que tinham origem xuém. Muito poucos rebeldes Taiping, mesmo na casta de liderança, vieram da burocracia imperial. Quase nenhum era proprietário e, em territórios ocupados, os proprietários eram frequentemente executados.

### Forças Qing

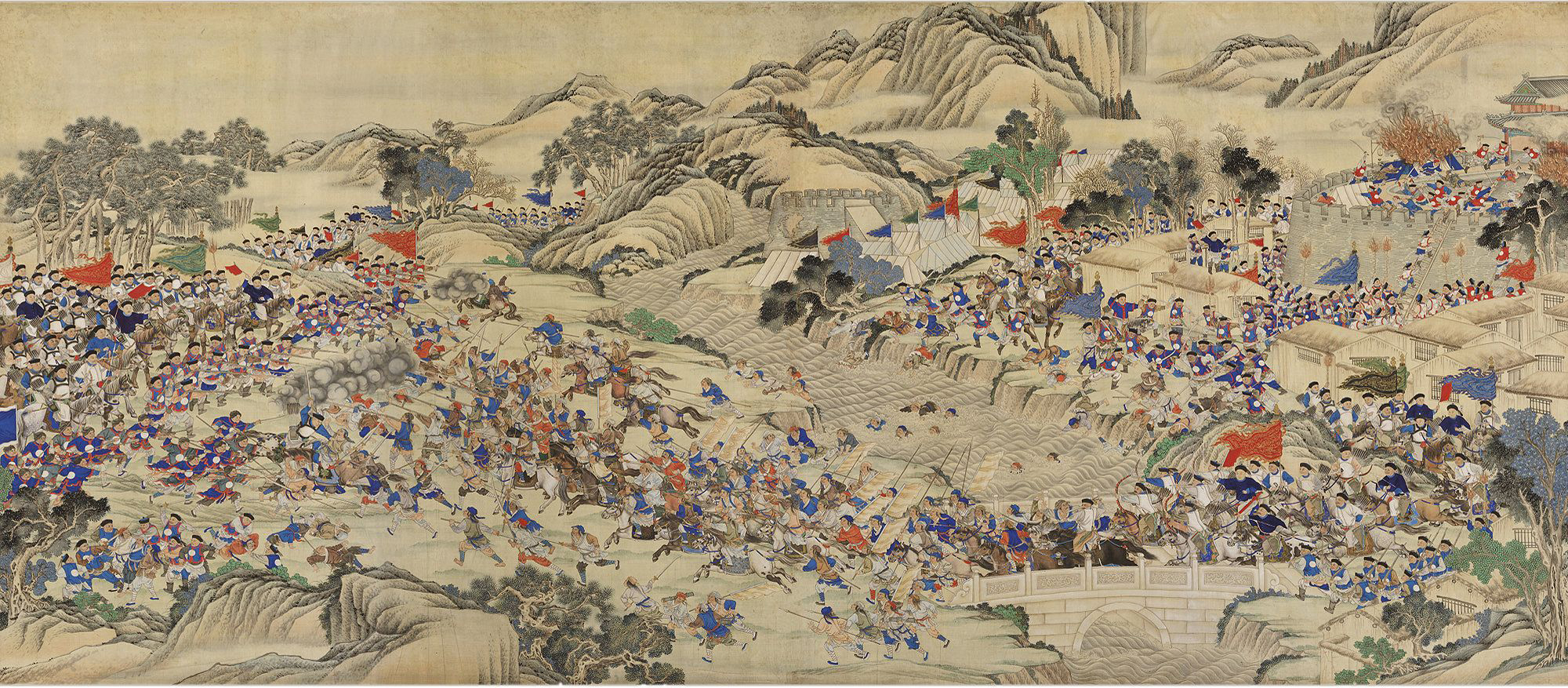
Uma cena da Rebelião Taiping: a retomada da capital provincial de Ruizhou

Opondo-se à rebelião estava um exército imperial com mais de um milhão de regulares e milhares desconhecidos de milícias regionais e mercenários estrangeiros operando em apoio. Entre as forças imperiais estava o Exército Sempre Vitorioso, composto por soldados chineses liderados por um corpo de oficiais ocidentais e fornecido por empresas de armas europeias como a Willoughbe & Ponsonby.
Uma força imperial particularmente famosa foi o Exército Xiang de Zeng Guofan. Zuo Zongtang da província de Hunão foi outro importante general Qing que contribuiu para suprimir a Rebelião Taiping. Onde os exércitos sob o controle da própria dinastia foram incapazes de derrotar os Taiping, esses exércitos Yong Ying liderados pela nobreza foram capazes de ter sucesso.
Embora manter registros precisos fosse algo que a China imperial tradicionalmente fazia muito bem, a natureza descentralizada do esforço de guerra imperial (dependendo de forças regionais) e o fato de a guerra ter sido uma guerra civil e, portanto, muito caótica, significava que era impossível encontrar números confiáveis. A destruição do Reino Celestial Taiping também significou que a maioria de todos os registros que possuía foram destruídos, com a porcentagem de registros sobreviventes sendo cerca de 10%.
Ao longo do conflito, cerca de 90% dos recrutas do lado Taiping seriam mortos ou desertariam.
A organização do Exército Imperial Qing foi assim:
- Exército das Oito Bandeiras: 250 mil soldados[96]
- Exército Padrão Verde: 611,2 mil soldados em 1851[97]
- Exército Xiang (de Hunão): 130 mil soldados[98]
- Exército Huai (de Anuei): 60–70 mil soldados[98]
- Exército Chu: 40 mil soldados em 1864[98]
- Exército Sempre Vitorioso: 3,5–5 mil soldados em 1862[99]
- Milícias das Aldeias (Yong Ying): milhares desconhecidos

## Guerra total

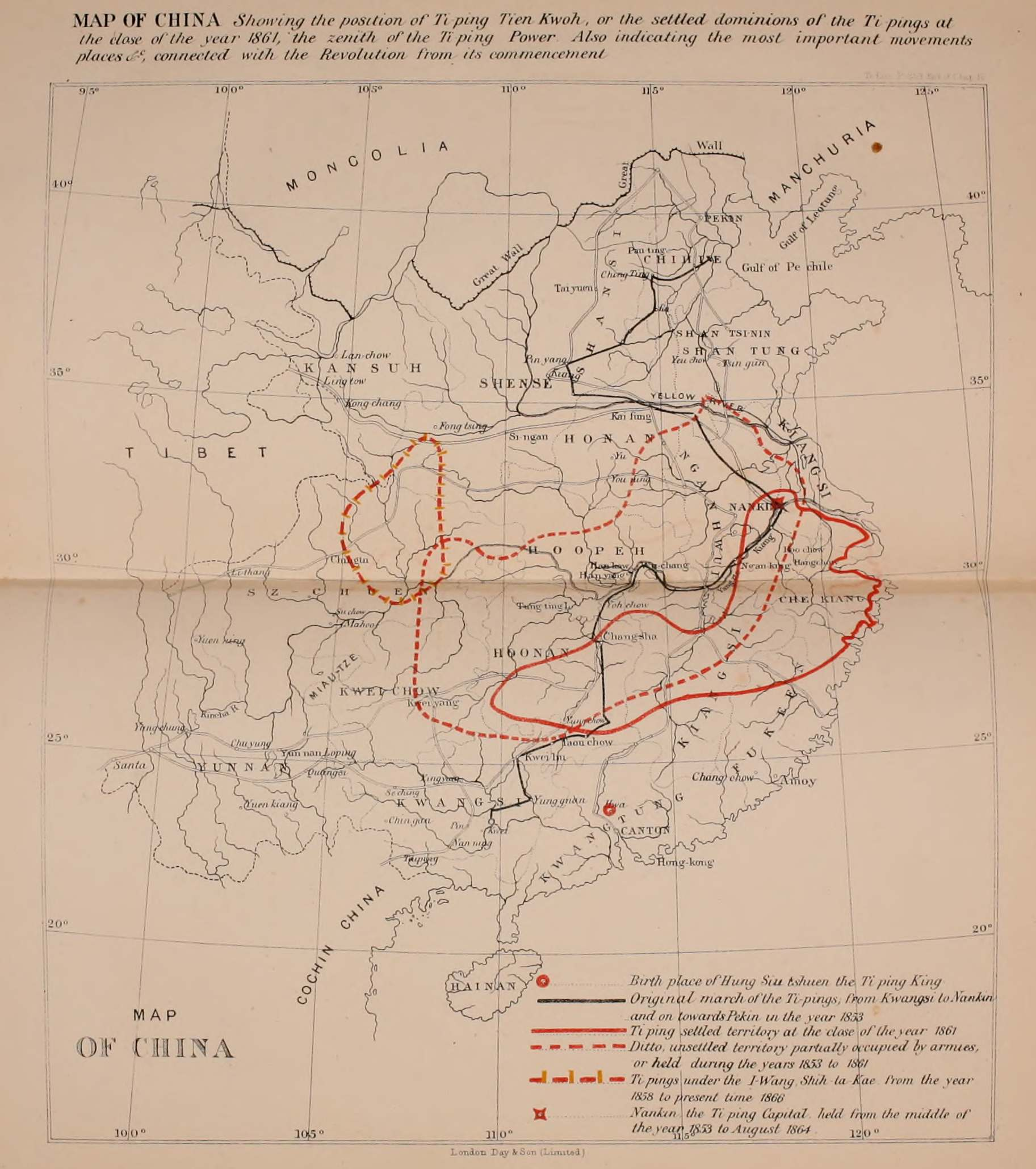
Um mapa da Rebelião Taiping, 1866

A Rebelião Taiping foi uma guerra total. Quase todos os cidadãos que não fugiram do Reino Celestial Taiping receberam treinamento militar e foram recrutados no exército para lutar contra as forças imperiais Qing. Sob o sistema de registro familiar Taiping, um homem adulto de cada família deveria ser conscrito para o exército.
Durante este conflito, ambos os lados tentaram privar o inimigo dos recursos de que precisavam para continuar a guerra e tornou-se prática padrão para cada um destruir as áreas agrícolas do lado oposto, massacrar as populações das cidades e geralmente cobrar um preço brutal dos habitantes das terras inimigas capturadas para enfraquecer drasticamente o esforço de guerra da oposição. Esta guerra foi total no sentido de que os civis de ambos os lados participaram do esforço de guerra de forma significativa e os exércitos de ambos os lados travaram guerra contra a população civil e as forças militares. Relatos contemporâneos descrevem a quantidade de desolação que se abateu sobre as áreas rurais como resultado do conflito.
Em todas as áreas que eles capturaram, os Taiping exterminaram imediatamente toda a população manchu. Na província de Hunão, um partidário Qing que observou os massacres genocidas que as forças Taiping cometeram contra os manchus escreveu que os "pobre manchus", os homens, mulheres e crianças manchus foram executados pelas forças Taiping. Os rebeldes Taiping foram vistos cantando enquanto matavam os manchus em Hefei. Depois de capturar Nanquim, as forças Taiping mataram cerca de 40 mil civis manchus. Em 27 de outubro de 1853, eles cruzaram o rio Amarelo em Cangzhou e assassinaram 10 mil manchus.
Desde que a rebelião começou em Quancim, as forças Qing não permitiram que rebeldes que falassem o dialeto da região se rendessem. Alegadamente na província de Cantão, está escrito que 1 milhão foram executados porque após o colapso do Reino Celestial Taiping, a dinastia Qing lançou ondas de massacres contra os hacás, que no auge mataram até 30 mil por dia. Essas políticas de assassinato em massa de civis ocorreram em outras partes da China, incluindo Anuei, e Nanquim. Isso resultou em uma enorme fuga de civis e um enorme número de mortos com cerca de 600 cidades destruídas e outras políticas sangrentas resultantes.

## Legado
Além da devastação humana e econômica, a Rebelião Taiping deixou mudanças no final da dinastia Qing. O poder foi, até certo ponto, descentralizado, e as autoridades chinesas de etnia han foram mais amplamente empregadas em altos cargos do que anteriormente. As tradicionais forças de bandeira manchu, das quais a dinastia Qing dependia, falharam e foram gradualmente substituídas por exércitos locais organizados pela pequena nobreza. Franz H. Michael, escreveu que esses exércitos evoluíram para exércitos usados por senhores da guerra locais que dominaram a China após a queda da dinastia Qing. Diana Lary, no entanto, em um artigo de revisão de campo, citou estudos que eram céticos em relação a essas alegações, uma vez que os exércitos criados para derrubar os Taiping operavam em um contexto diferente dos exércitos regionais posteriores.
O exemplo Taiping de organização insurgente e sua mistura de cristianismo e igualdade social radical influenciaram Sun Yat-sen e outros futuros revolucionários. Alguns veteranos Taiping se juntaram à Sociedade para a Regeneração Chinesa, cujos membros cristãos organizaram o Reino Celestial do Grande Mingshun de curta duração em 1903. Embora Karl Marx tenha escrito vários artigos sobre os Taiping, ele não percebeu um programa social ou agenda de mudança, apenas violência e destruição. Os comunistas chineses, historiadores, seguindo a liderança de Mao Tsé-Tung, no entanto, caracterizaram a rebelião como uma revolta protocomunista. Tanto os comandantes comunistas quanto os nacionalistas chineses estudaram a organização e estratégia Taiping durante a Guerra Civil Chinesa. O general americano Joseph Stilwell, que comandou as tropas chinesas durante Segunda Guerra Mundial na China, elogiou as campanhas de Zeng Guofan por combinar "cuidado com ousadia" e "iniciativa com perseverança".
Fome, doenças, massacres e rupturas sociais levaram a um declínio acentuado da população, especialmente na região do delta do Yangtzé. O resultado foi uma escassez na oferta de trabalho pela primeira vez em séculos, tornando o trabalho relativamente mais valioso do que a terra. O Exército Xiang usou táticas de terra arrasada, recusando-se a fazer prisioneiros; Anuei, o sul de Jiangsu, o norte de Chequião e o norte de Jiangxi foram severamente despovoados e tiveram que ser repovoados com migrantes de Honão. A pequena nobreza da região do Baixo Yangtzé foi reduzida em número e a concentração da propriedade da terra foi reduzida.
A derrota da Rebelião Taiping pelas forças militares de Hunão levou ao aumento dramático da representação de Hunão no governo, que desempenhou um papel nos esforços de reforma. Em 1865, cinco dos oito vice-reis eram hunaneses. A nobreza hunanesa, com base em sua experiência com os Taiping, estava mais protegida contra a influência dos ocidentais do que outras províncias.
Os comerciantes em Xanxim e na região de Huizhou, em Anuei, tornaram-se menos proeminentes porque a rebelião interrompeu o comércio em grande parte do país. No entanto, o comércio nas regiões costeiras, especialmente nas cidades de Cantão e Liampó, foi menos afetado pela violência do que o comércio nas áreas do interior. Fluxos de refugiados que entraram em Xangai contribuíram para o desenvolvimento econômico da cidade, que antes era menos relevante comercialmente do que outras cidades da região. Apenas um décimo dos registros publicados pelos Taiping sobrevivem até hoje porque foram destruídos principalmente pelos Qing na tentativa de reescrever a história do conflito.
O historiador John King Fairbank compara os rebeldes Taiping com os comunistas de Mao Tsé-Tung que chegaram ao poder um século depois:
Além do zelo, vigor e disciplina puritana tão frequentemente encontrados em novos movimentos políticos, eles compartilhavam certos interesses tradicionais chineses, como propagar e manter a ortodoxia doutrinária, recrutar uma elite de talentos, realizar uma ordem social utópica e desenvolver o poder militar baseado em soldados-agricultores. Além disso, ambos faziam uso de ideologias estrangeiras que exigiam tradução para o chinês com inevitáveis modificações no processo.

## Na cultura popular
A Rebelião Taiping foi tratada em romances históricos. Mandarin (1983), de Robert Elegant, retrata a época do ponto de vista de uma família judia que vive em Xangai. Em Flashman and the Dragon, o personagem fictício Harry Paget Flashman conta suas aventuras durante a Segunda Guerra do Ópio e a Rebelião Taiping. No romance Snow Flower and the Secret Fan, de Lisa See, o personagem do título é casado com um homem que vive em Jintian e os personagens são pegos na ação.
The Hundred Secret Senses, de Amy Tan, ocorre em parte durante a Rebelião Taiping. Rebels of the Heavenly Kingdom de Katherine Paterson é um romance para jovens adultos ambientado durante a Rebelião Taiping. Tienkuo: The Heavenly Kingdom, de Li Bo, acontece na capital Taiping em Tianjing.
A guerra também foi retratada em programas de televisão e filmes. Em 2000, a CCTV produziu The Taiping Heavenly Kingdom, uma série de 46 episódios sobre a Rebelião Taiping. Em 1988, a TVB de Hong Kong produziu Twilight of a Nation, um drama de 45 episódios sobre a Rebelião Taiping. The Warlords é um filme histórico de 2007 ambientado na década de 1860 mostrando o general Pang Qinyun, líder do Regimento Shan, como responsável pela recaptura de Sucheu e Nanquim.

## Relação com as potências ocidentais
O governo Taiping manteve uma relação ambivalente com as potências ocidentais que atuavam na China durante esse período. Devido aos aspectos religiosos da rebelião, o governo Taiping percebeu os ocidentais como "irmãos e irmãs do exterior". O governo Taiping mostrou-se especialmente receptivo aos missionários ocidentais. Em 1853, Hong Xiuquan convidou o missionário americano Issachar Jacox Roberts para vir a Tianjing para ajudar na administração de seu governo. Depois que Roberts chegou a Tianjing em 1861 e se encontrou com Hong, ele foi comissionado por ele como diretor de relações exteriores.
Enquanto alguns missionários como Roberts estavam entusiasmados nos primeiros anos com a rebelião Taiping, o ceticismo ocidental existia desde o início. De acordo com o historiador Prescott Clarke, os ocidentais na China se separaram em dois grupos diferentes em relação às suas opiniões sobre a rebelião, com um lado retratando os rebeldes como meros ladrões cuja intenção era reunir riqueza através da revolta contra os Qing, e o outro lado retratando o exército rebelde como fanáticos religiosos provocados por líderes habilidosos para lutar contra os Qing até a morte.
Os funcionários do governo das potências ocidentais estavam otimistas sobre a chance de vitória do governo Taiping nos estágios iniciais. De acordo com o historiador Eugene P. Boardman, a execução do tratado de 1842-1844 pela dinastia Qing estava frustrando as autoridades americanas e inglesas, especialmente em termos de comércio aberto. De acordo com Boardman, a natureza cristã do Reino Celestial Taiping abriu a possibilidade de uma parceria comercial mais cooperativa. Muitos funcionários ocidentais visitaram a capital  Taiping entre 1863 e 1864, e o comissário americano Robert Milligan McLane considerou conceder o reconhecimento oficial do governo Taiping.
De acordo com Clarke, os missionários ocidentais mudaram de opinião após novas inspeções da rebelião. Essa mudança foi capturada em uma carta do missionário americano Divie Bethune McCartee. Ao visitar Tianjing, McCartee descreveu a situação na cidade como "terrível destruição da vida". Quanto à prática real do cristianismo na cidade, McCartee disse: "Não vi sinais de nada parecido com o cristianismo em ou perto de Nanquim". Da mesma forma que McCartee, o diretor de relações exteriores de Hong, IJ Roberts, escreveu: "Sua tolerância religiosa e multiplicidade de capelas acaba sendo uma farsa, sem sucesso na disseminação do cristianismo – pior do que inútil".
Após a conclusão da Segunda Guerra do Ópio, o oficial da Marinha Real Sir James Hope liderou uma expedição a Tianjing em fevereiro de 1861. Esta expedição foi o maior grupo de ocidentais a visitar os territórios Taiping, com a inclusão de muitos militares britânicos, empresários, missionários, outros observadores não oficiais e dois representantes franceses. Ao visitar a capital, alguns membros da expedição escreveram que "a devastação marcou nossa jornada" em referência às condições nos territórios Taiping.
Alguns relatórios sugeriram uma grande quantidade de massacres indiscriminados de civis conduzidos pelo exército Taiping em áreas recentemente controladas. No final de 1861, Hope fez uma breve visita a Tianjing para chegar a um acordo com os rebeldes Taiping para não atacar a cidade de Xangai, uma proposta que foi recusada pelo governo Taiping. Segundo Clarke, essa recusa de cooperação e a ocupação de Liampó pelos Taiping em dezembro levaram à intervenção limitada contra a rebelião dos britânicos e franceses nos anos seguintes. A assistência ocidental aos Qing também foi motivada pelo medo de que uma rebelião bem-sucedida levasse a uma China mais forte, capaz de resistir ao poder ocidental.

### Monografias modernas e pesquisas
- Elleman, Bruce A. (2001). Modern Chinese Warfare, 1795–1989. New York: Routledge. ISBN 9780415214735

- Heath, Ian (1994). The Taiping Rebellion, 1851–1866. Col: Osprey Military Men-at-Arms Series. London; Long Island City: Osprey. ISBN 1-85532-346-X. Ênfase na história militar.

- Jian Youwen (1973). The Taiping Revolutionary Movement. New Haven: Yale University Press. ISBN 0-300-01542-9. Traduzido e condensado das publicações do autor em chinês;  especialmente forte nas campanhas militares, com base nas amplas viagens do autor na China nas décadas de 1920 e 1930.

- Kilcourse, Carl S. (2016). Taiping Theology: The Localization of Christianity in China, 1843–64. New York: Palgrave Macmillan. ISBN 978-1-137-53728-7

- Meyer-Fong, Tobie S. (2013). What Remains: Coming to Terms with Civil War in 19th Century China. Stanford, CA: Stanford University Press. ISBN 978-0-8047-5425-5. Um estudo das vítimas, sua experiência da guerra e a memorialização da guerra.

- Osterhammel, Jürgen (2015). The Transformation of the World: A Global History of the Nineteenth Century. Traduzido por Patrick Camiller. Princeton, New Jersey: Princeton University Press. ISBN 978-0-691-16980-4

- Platt, Stephen R. (2012). Autumn in the Heavenly Kingdom: China, the West, and the Epic Story of the Taiping Civil War. New York: Knopf. ISBN 978-0-307-27173-0. Análise narrativa detalhada.

- Reilly, Thomas H. (2004). The Taiping Heavenly Kingdom: Rebellion and the Blasphemy of Empire. Seattle: University of Washington Press. ISBN 0-295-98430-9. Centra-se na base religiosa da rebelião.

- Reilly, Thomas H. (2011). The Taiping Heavenly Kingdom: Rebellion and the Blasphemy of Empire. Seattle: University of Washington Press. ISBN 978-0-295-80192-6

- Spence, Jonathan D. (1996). God's Chinese Son: The Taiping Heavenly Kingdom of Hong Xiuquan. New York: W.W. Norton. ISBN 0-393-03844-0

- Spence, Jonathan D. (1999). The Search for Modern China. New York: Norton. ISBN 9780393973518. Livro didático padrão.

- Jen, Yu-Wen (1973). The Taiping Revolutionary Movement. [S.l.]: Yale University Press. ISBN 9781597407434

- Michael, Franz H.; Chang, Chung-li (1966). The Taiping Rebellion: History and Documents. I: History. Seattle, WA: University of Washington Publications on Asia

### Artigos acadêmicos
- Hayford, Charles W. (2018). «New Chinese Military History, 1839–1951: What's the Story?». Frontiers of History in China. 13 (1): 90–126. doi:10.3868/s020-007-018-0006-0

- Perry, Elizabeth J. (1982). «Taipings and Triads: The Role of Religion in Inter-rebel Relations». In:  Bak, János M.; Benecke, Gerhard. Religion and Rural Revolt: Papers Presented to the Fourth Interdisciplinary Workshop on Peasant Studies, University of British Columbia, 1982. Manchester: Manchester University Press. pp. 342–353. ISBN 0-7190-0990-1